# Arngast
Arngast war ursprünglich ein Kirchspiel und zeitweilig auch eine Insel im Gebiet des heutigen Jadebusens.

## Geschichte

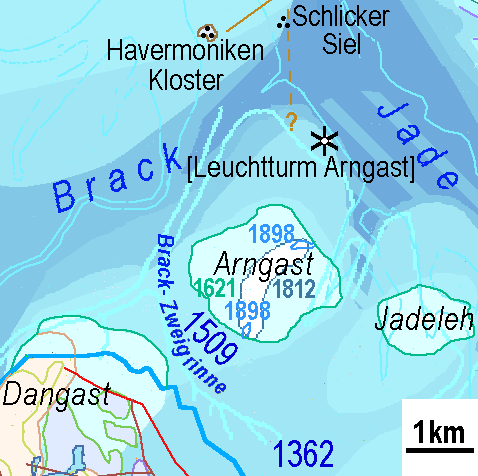
Fortschreitender Flächenverlust der Insel
siehe Gesamtansicht der Region

Der Jadebusen entstand als Ergebnis mehrerer Sturmfluten im Mittelalter, bei denen große Landverluste zu verzeichnen waren. Das Kirchspiel Arngast erlitt während der Clemensflut vom 23. November 1334 große Schäden und musste aufgegeben werden. Die verlassene Kirche wurde jedoch noch 1428 erwähnt. Spätestens 1509, wohl während der Zweiten Cosmas- und Damianflut am 25./26. September, brach die Verbindung mit dem Festland bei Dangast. Arngast wurde zu einer Insel im Jadebusen. Mit sechs Quadratkilometern war Arngast zeitweilig die größte von etwa 45 Inseln im Jadebusen, verlor aber immer wieder an Fläche, bis sie annähernd vierhundert Jahre später ganz verschwand.
Die Kirche von Arngast stürzte 1613 ein. 1645 war die Insel nur noch rund zwei Quadratkilometer groß. Reste der Kirche konnten noch 1661 gesehen werden. Um 1800 war Arngast eine schmale Insel von etwa 1½ km Länge. Im Jahr 1883 wurde der Jadebusen inklusive Arngast dem Reichskriegshafen Wilhelmshaven zugeschlagen. Laut Reichskriegshafengesetz durften „ohne die Genehmigung des Marinestationschefs“ keine Eindeichungen oder Aufschüttungen vorgenommen werden, „welche die Sand- oder Schlickablagerung oder die Verlandung befördern“. Damit durften auch keine Maßnahmen zum Schutz der Inseln im Jadebusen getroffen werden, da mit der Wattfläche auch die Tidenströme möglichst groß gehalten werden sollten. 1898 waren von Arngast noch drei kleine Restinseln übrig, Groß Arngast ⊙, Klein Arngast ⊙ und dessen Nebeninsel. Der Abstand zwischen diesen Inseln war fast so groß wie der Durchmesser der zusammenhängenden Insel im 17. Jahrhundert. Im Frühjahr 1904 war noch ein schmaler grüner Streifen übrig geblieben, der etwa „60 Meter lang, aber nur wenige Meter breit war“, die „Peilbake hing nur noch mit einer Strebe auf der Sandhöhe.“ Nach weiteren Sturmfluten versank die Insel im Winter 1904/1905. Nach dem Ersten Weltkrieg beschrieb Wilhelm Kuck noch „die langgestreckte Düne von Klein-Arngast, die bei jeder Flut überspült wurde“, sowie Groß-Arngast, das „noch etwa drei Meter aus der gewöhnlichen Flut als sichelförmige Sanddüne“ hervorragte, etwa 150 Meter lang und 30 Meter breit war und zahlreichen Vögeln als Nistplatz diente. Auch im Messtischblatt von 1940 sind die beiden Inseln verzeichnet.

## Leuchtturm
In den Jahren 1909/1910 erbaute man auf einer Sandbank mitten im Jadebusen den Leuchtturm Arngast. Entgegen einer weit verbreiteten Meinung steht er nicht im Bereich der ehemaligen Insel, sondern annähernd doppelt so weit von Dangast entfernt auf demselben Wattrücken. Er dient sowohl Schiffen mit dem Ziel Wilhelmshaven als Richtungsmarkierung der Innenjade als auch der Orientierung in den Fahrwassern (Tonnen- und Prickenwegen) nach Varel und Dangast.

## Ansichten

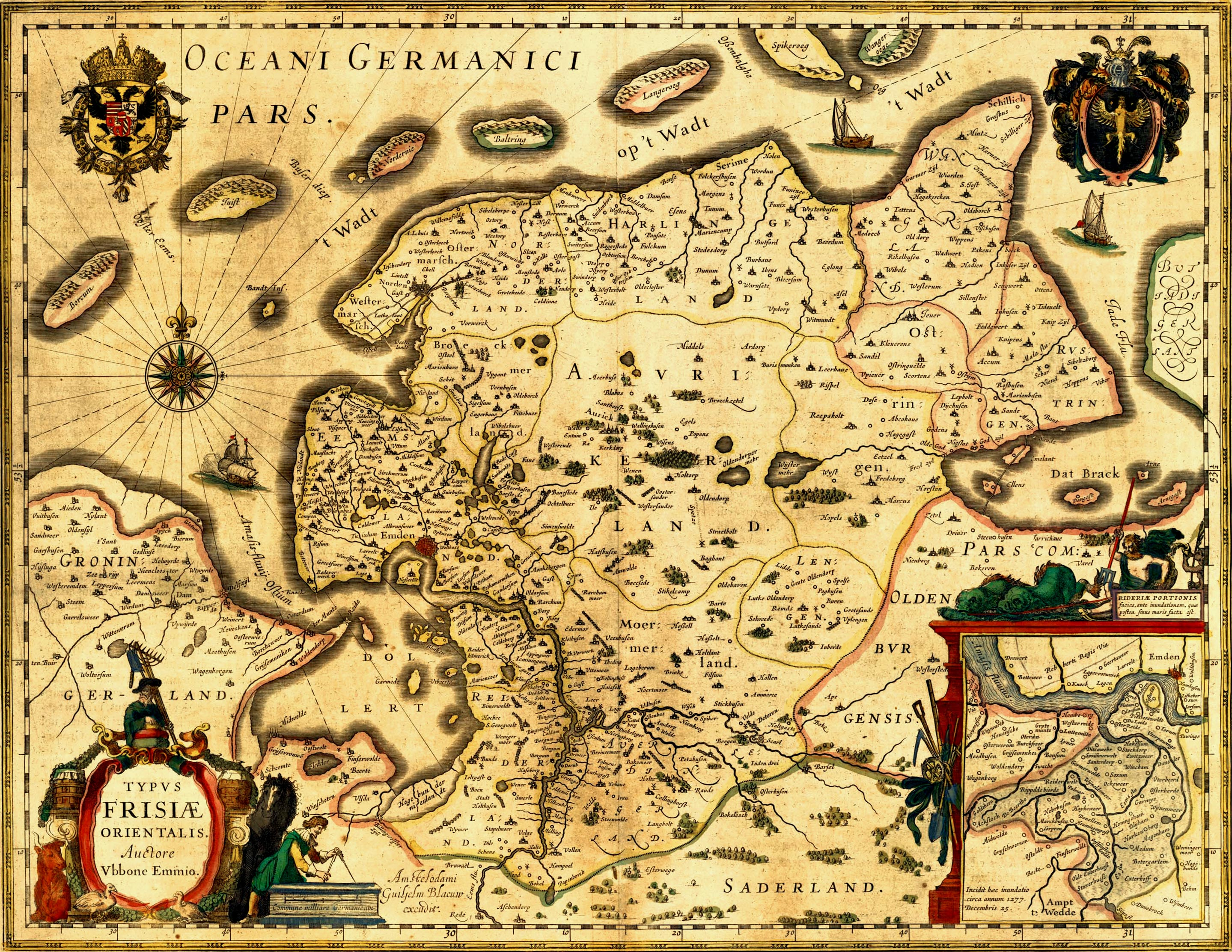
Ostfriesische Halbinsel um 1600 Der Jadebusen hat eine deutlich größere Ausdehnung als heute. Im Jadebusen ist das Kirchspiel „Arnegast“ als Insel zu erkennen.
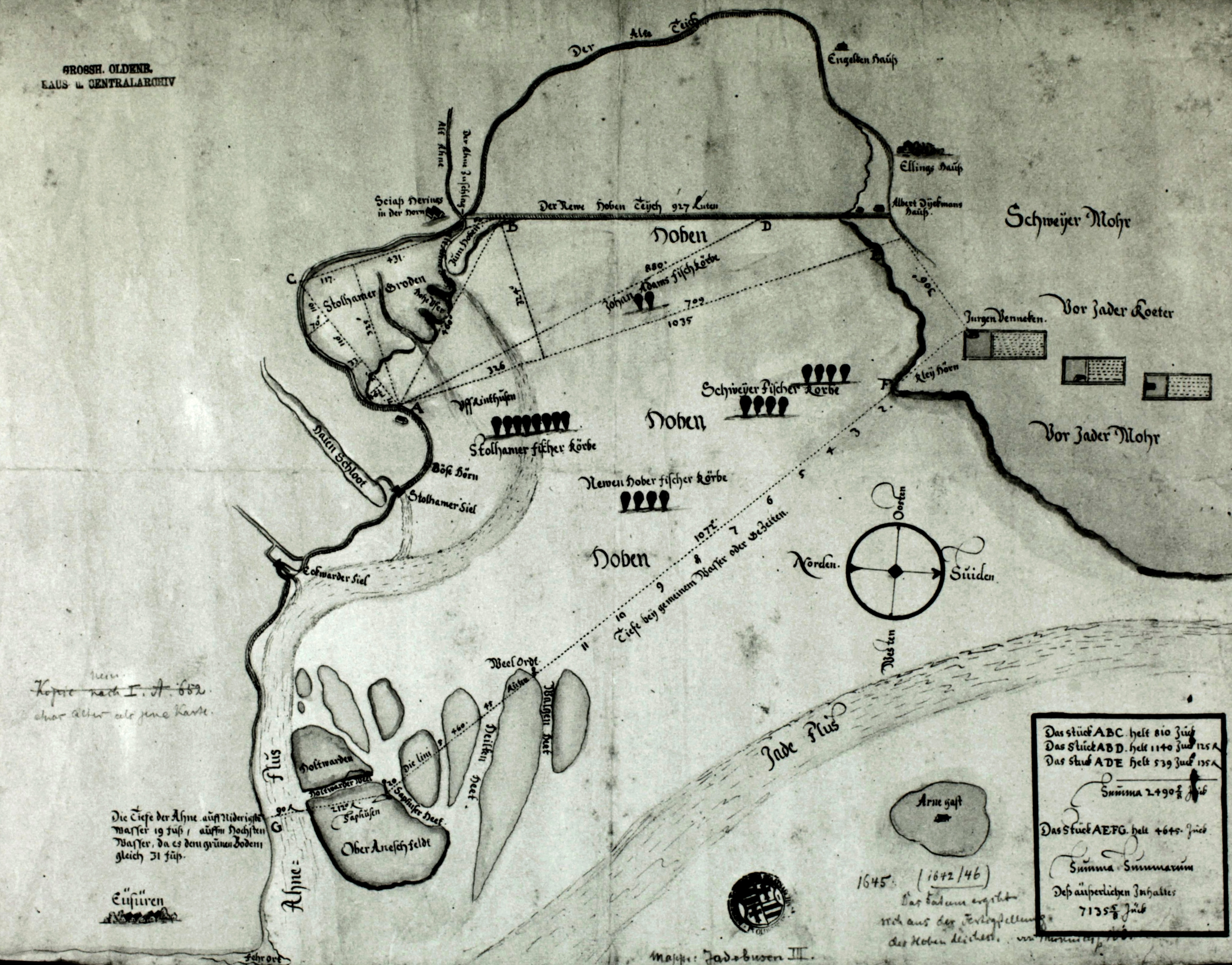
Karte von 1645 mit der Insel Arne Gaſt
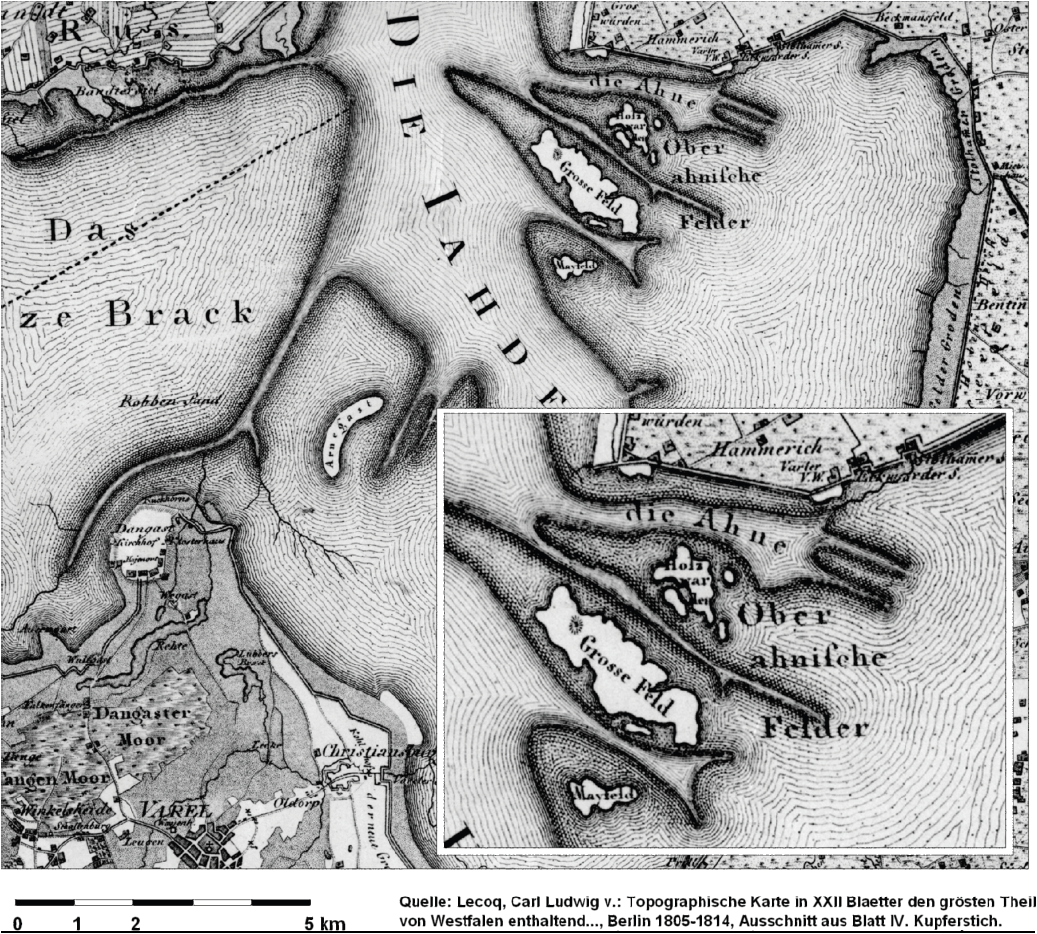
Der Jadebusen im frühen 19. Jahrhundert mit der kleinen Insel Arngast
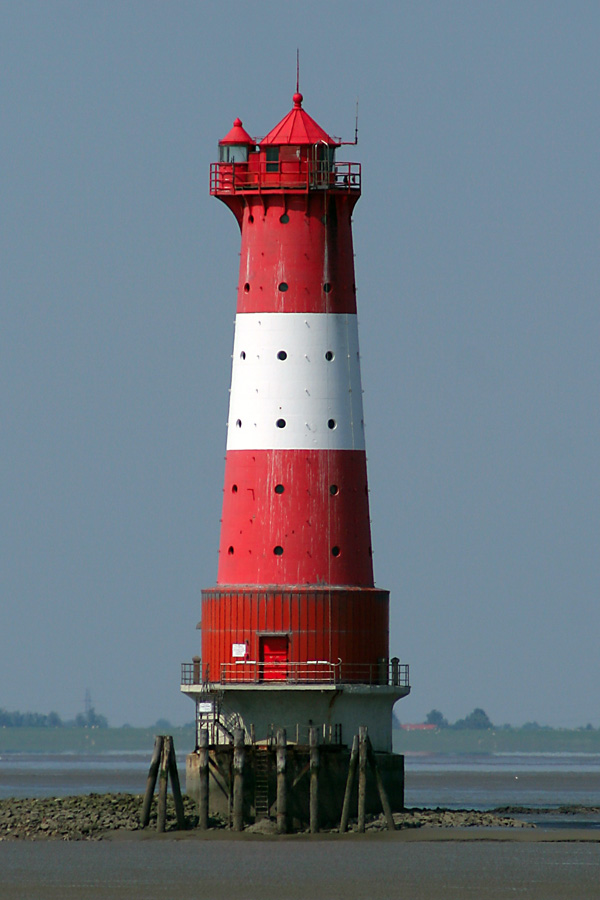
Leuchtturm Arngast